# Gabriel Gasparotto
Gabriel Bordinhão Gasparotto (Lucélia, 9 de dezembro de 1993) é um futebolista brasileiro que atua como goleiro. Atualmente defende o Paraná.

## Carreira

### Santos
Nascido em Lucélia, Gabriel Gasparotto chegou ao Santos em 2009, aos 15 anos. Destaque nas categorias de base, conquistou quatro títulos: Campeonato Paulista Sub-17, em 2010, Paulista Sub-20, em 2012, Copa do Brasil Sub-20, em 2013, e o mais importante, a Copa São Paulo de Futebol Júnior de 2013. Ainda em 2013, o goleiro foi convocado para o Torneio de Toulon, com a Seleção Brasileira Sub-20.
Em 2014, Gasparotto era o terceiro goleiro do Alvinegro e chegou a ir para o banco de reservas na ausência de Vladimir.
No início de 2016, foi emprestado ao Capivariano até o final do Paulistão. No segundo semestre, atuou pelo time B do Santos na Copa Paulista.
Com poucas chances no time santista, chegou a ser emprestado à Ferroviária em 2017, mas não entrou em campo.
Nas temporadas 2016 e 2017, Gasparotto atuou pela equipe B do Peixe e no Campeonato Brasileiro de Aspirantes de 2017, onde foi um dos destaques do time vice-campeão.
Após nove anos de clube, deixou o Santos no final de 2017.

### Arouca, São Bernardo e Novorizontino
No início de 2018 acertou com o Arouca, de Portugal, onde atuou por duas temporadas.
Chegou em 2020 ao São Bernardo, onde conquistou o título da Série A2 do Paulista em 2021, sendo titular e atuando em todos os minutos da campanha.
Em agosto de 2021, acertou com o Novorizontino por empréstimo para a sequência da Série C. Pelo clube de Novo Horizonte, conquistou o acesso para a Série B do Campeonato Brasileiro.

### Ferroviária, Mirassol e Figueirense
Para a temporada 2022, Gasparotto acertou com a Ferroviária.
Em julho de 2022, foi contratado pelo Mirassol. A princípio como terceiro goleiro, fez a estreia com a camisa do Leão na vitória de 2 a 1 sobre a Aparecidense, em 25 de setembro, no Estádio Campos Maia, jogo que valeu o acesso à Série B do Campeonato Brasileiro.
Gabriel Gasparotto acertou com o Figueirense para a temporada 2023. Em março, foi agredido por um torcedor do clube após uma derrota por 1 a 0 para o Hercílio Luz. Gasparotto deixou o clube em julho, após ser titular em 10 partidas no Campeonato Catarinense.

### Botafogo-SP
Em julho de 2023, foi contratado pelo Botafogo-SP.

## Títulos
Santos
- Campeonato Paulista Sub-17: 2010
- Campeonato Paulista Sub-20: 2012
- Copa São Paulo de Futebol Júnior: 2013
- Copa do Brasil Sub-20: 2013
- Campeonato Paulista: 2015

São Bernardo
- Campeonato Paulista - Série A2: 2021

Seleção Brasileira Sub-20
- Torneio Internacional de Toulon: 2013